# Tormás, Baranya
Tormás este un sat în districtul Hegyhát, județul Baranya, Ungaria, având o populație de 316 locuitori (2011). 

## Demografie
Componența etnică a satului Tormás
     Maghiari (71,63%)
     Romi (15,87%)
     Germani (12,5%)
Componența confesională a satului Tormás
     Romano-catolici (71,52%)
     Fără religie (6,96%)
     Reformați (3,48%)
     Necunoscută (18,04%)
Conform recensământului din 2011, satul Tormás avea 316 locuitori. Din punct de vedere etnic, majoritatea locuitorilor (71,63%) erau maghiari, existând și minorități de romi (15,87%) și germani (12,5%).  Din punct de vedere confesional, majoritatea locuitorilor (71,52%) erau romano-catolici, existând și minorități de persoane fără religie (6,96%) și reformați (3,48%). Pentru 18,04% din locuitori nu este cunoscută apartenența confesională.